# Bernard Purdie
Bernard "Pretty" Purdie (6 de noviembre de 1939) es un baterista estadounidense de sesión.

## Biografía
Bernard Purdie nació en Elkton, Maryland (Estados Unidos), el 6 de noviembre de 1939, el undécimo de una familia de quince hermanos. Desde que tenía seis años Purdie aporreaba instrumentos improvisados, pero con catorce se hizo con su primer instrumento real, con el que ganaba el sustento de su familia tocando en bandas de country y carnavales. Según afirma el propio Purdie, este primer período de aprendizaje significó la obligación de tocar todo tipo de estilos y a él debe su versatilidad como músico. 
En 1960 Purdie se traslada a Nueva York, donde se establece como el baterista "in house" del sello CTI Records y donde es contratado por el saxofonista King Curtis. Curtis, a su vez, lo presentó a Aretha Franklin, quien lo introduce en su banda en 1970 como baterista y director musical. La visibilidad que obtuvo con Franklin significó para Purdie un enorme empujón: desde entonces y hasta ahora el músico ha disfrutado una de las carreras como músico de sesión más respetables de todos los tiempos, tocando y grabando para innumerables artistas del jazz, soul, funk, pop y rock, y editando periódicamente un buen número de trabajos bajo su nombre.

## Estilo y valoración
Bernard Purdie es, ante todo, uno de los más importantes bateristas de sesión de todos los tiempos, con un currículum que incluye más de 4000 grabaciones a sus espaldas. La crítica se refiere a él como uno de los más celebrados bateristas de soul, rhythm & blues, funk y pop de todos los tiempos, y destaca la solidez de su timing y su manejo del groove. Sus colegas se refieren a él como «el más funky de entre los baterías», pero Purdie no se ha limitado jamás a un solo estilo, habiendo trabajado para artistas tan diferentes como The Rolling Stones, Tom Jones, Gato Barbieri o James Brown. 
Bernard Purdie es el creador del llamado «Purdie Shuffle», un ritmo sincopado que se puede oír, por ejemplo, en el tema «Home at Last» del álbum Aja, de Steely Dan, que ha sido frecuentemente sampleado por artistas del movimiento acid jazz y que ha resultado tremendamente influyente entre las siguientes generaciones de instrumentistas.

## Colaboraciones
Entre los diversos artistas con los que ha trabajado Bernard Purdie se puede citar a Aretha Franklin, Steely Dan, Isaac Hayes, Donny Hathaway, B.B. King, Lou Donaldson, Joe Cocker, Hank Crawford, James Brown, King Curtis, Grover Washington, Jr., George Benson, Louis Armstrong, Gato Barbieri, Dizzy Gillespie, The Rolling Stones, Tom Jones, Paul Simon, Billy Joel, Paul Butterfield, Larry Coryell, Miles Davis, Hall & Oates, Al Kooper, Herbie Mann, Todd Rundgren, Cat Stevens y Gonzalo Aloras.

## Discografía parcial

### En solitario
- Soul Drums Direction (1968)
- Stand By Me Mega (1971 )
- Purdie Good Prestige (1971)
- Soul Is ... Pretty Purdie Flying Dutchman (1972)
- Lialeh - Bryan (1973)
- Shaft - Prestige (1974)
- Delights of the Garden Celluloid (1975)
- Purdie As a Picture - Kilarnock (1993)
- Tokyo Jazz Groove Sessions - Lexington (1993 )
- Coolin' 'n' Groovin' - Lexington/West 47th 1993 (1993)
- After Hours with The 3B's - 3B's (1993)
- The Hudson River Rats - 3B's (1994 )
- Kick N Jazz Drum Beat Blocks (1996)
- Soul to Jazz I Act(1997)
- In the Pocket P Vine (1997)
- Soul to Jazz II Act (1998 )
- Get It While You Can 3B's (1999 )
- Purdie Good Cookin' Own Label (2003)

### Con otros artistas
- James Brown - Cold Sweat (1967)
- King Curtis and his Kingpins - Instant Soul (1967)
- The Soul Finders - Sweet Soul Music (1968)
- Albert Ayler - New Grass (1968)
- James Brown - Say It Loud-I'm Black & I'm Proud (1969)
- Al Kooper - You Never Know Who Your Friends Are (1969)
- Aretha Franklin - Young, Gifted and Black (1972)
- James Brown - Get On the Good Foot (1972)
- Larry Coryell - Coryell (1969)
- BB King - Completely Well (1970)
- Robert Palmer's Insect Trust - Hoboken Saturday Night (1970)
- Eddie Palmieri  - Harlem River Drive (1970)
- Aretha Franklin - Aretha Live at Fillmore West (1971)
- King Curtis - Live at Fillmore West (1971)
- Larry Coryell - Fairyland (1971)
- Herbie Mann - Push, Push (1971)
- Dizzy Gillespie - Real Thing (1971)
- Aretha Franklin - Amazing Grace(1972)
- Esther Phillips - Alone Again Naturally (1972)
- Miles Davis - Get Up with It (1972)
- BB King - Guess Who (1972)
- Cat Stevens - Foreigner (1973)
- Hall & Oates - Abandoned Luncheonette (1973)
- Jimmy McGriff - Come Together (1974)
- Joe Cocker - I Can Stand a Little Rain (1974)
- Bama The Village Poet - Ghettos of The Mind  (1974)
- Cornell Dupree - Teasin' (1975)
- Jorge Dalto - Chevere (1976)
- Hummingbird - We Can't Go On Meeting Like This (1976)
- Steely Dan - The Royal Scam (1976)
- Steely Dan - Aja (1977)
- Hummingbird - Diamond Nights (1977)
- Pee Wee Ellis - Home in the Country (1977)
- Eddie "Cleanhead" Vinson - You Can't Make Love Alone (1977)
- Joe Cocker - Luxury You Can Afford (1978)
- Steely Dan - Gaucho (1980)
- Jimmy McGriff - Blue to the Bone (1988)
- Elliott Randall - Still Reelin (2006)
- Gonzalo Aloras - Nuestra canción (2020)